# Llibre Verd de Manresa
El Llibre Verd de Manresa és un cartulari manuscrit amb cobertes de fusta folrades amb vellut de color verd, fet que dona nom al llibre. Es conserva a l'Arxiu Comarcal del Bages. Va ser redactat entre la segona meitat del segle xiv i l'any 1902, en compliment d'un privilegi reial atorgat per Pere el Cerimoniós l'any 1358 pel qual la ciutat de Manresa podia encarregar a un notari la còpia de tots els privilegis en un llibre, de manera que aquest privilegis tindrien la mateixa validesa jurídica i legal que els documents originals. Per aquesta raó, el Llibre Verd recull gran part dels privilegis, títols i altres documents diversos concedits expressament a la capital del Bages, a més d'altres documents atorgats a altres institucions o personatges, dels quals Manresa n'obtenia un benefici evident i directe. En total, recull 194 documents sencers i dos de fragmentaris, el més antic dels quals correspon a l'any 1217 mentre que el més recent és un títol concedit el 1902. A banda de privilegis pròpiament dits, el llibre recull cartes reials on es fan constar exempcions, guiatges, pactes i concòrdies, sentències arbitrals, constitucions i capítols de cort i altres documents de tipologia ben diversa. Al llarg de les seves pàgines hi trobem les concessions per a la celebració de les fires, el permís de construcció de la séquia, diversos privilegis del règim municipal amb els quals s'organitza el govern de la ciutat i els diversos càrrecs municipals, les confirmacions del títol de ciutat, o exempcions i privilegis relatius al desenvolupament de la vinya, entre molts d'altres.